# كيث سميث
كيث سميث (بالإنجليزية: Keith Smith)‏ (15 سبتمبر 1940 ديربيشاير المملكة المتحدة - ) هو لاعب كرة قدم بريطاني يلعب كمهاجم.